# Kepler-11c
Kepler 11c es un exoplaneta descubierto por la Misión Kepler de la NASA. Gira alrededor de un sol muy parecido al nuestro. Se especula que pueda estar hecho mayormente de hielo o gas debido a su densidad.